# Лонс, Александр
Александр Лонс — современный российский писатель, работающий в жанре фантастики, точнее — фантастического детектива.

## Жизнеописание
Александр Лонс (Алекс Лонс) родился в Москве, СССР. Учился в художественной школе, а затем в Геологоразведочном институте. Сменил несколько вариантов трудовой деятельности, от лаборанта до системного администратора одного из институтов  Российской Академии Наук. Александр Лонс серьёзно начал писать в 2006 году, и уже спустя год на бумаге вышла его первая книга. С 2023 года сосредоточился только на литературной работе.
Состоит в Московской городской организации Союза писателей России, в Интернациональном союзе писателей и в Союзе писателей XXI века.
На начало 2025 года Александр Лонс — автор около трёх десятков книг, среди которых: «Чмод 666», «Компьютерный вальс», «Химера. Сказка для взрослых», «Арт-Кафе», «Лавка антиквара», «Игра в кости», «Чужие ключи», «Цепея Неморалис», «Музей богов», «Куколка», «Темный флешбэк», «Профсоюз киллеров», «Пентакль Соломона», «Привратник мифа» и других. Лауреат многих литературных конкурсов и премий.
Живёт в России в Санкт-Петербурге. По состоянию на январь 2025 года Александр Лонс продолжает активно работать, и его книги пользуются популярностью среди читателей, ценящих интеллектуальную фантастику и нестандартные сюжеты. Для более подробной информации о его творчестве можно посетить официальный сайт писателя или страницы на литературных платформах.

## Литературные награды и премии
- Московская литературная премия. Номинация «Фантастика» (Гран-при)  (2024).
- Медаль «70 лет Московской городской организации Союза писателей России» (2024).
- Медаль Российской литературной премии «За заслуги в области культуры и искусства» (2023).
- Финалист Общенациональной литературной премии имени П. П. Бажова (2023).
- Медаль «За заслуги в культуре и искусстве» (2023).

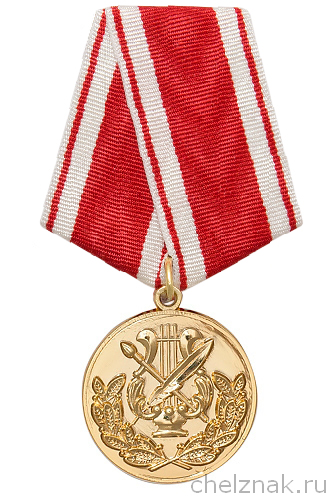
Медаль «За заслуги в культуре и искусстве»

- «Золотое Перо Москвы» в номинации «Фантастика и фэнтези» 2022 (2022).
- Премия им. Ф.М. ДОСТОЕВСКОГО за роман «Профсоюз киллеров» (2022).
- Московская литературная премия. Номинация «Фантастика» II степень за роман «Привратник мифа» (2022).
- Лонг-лист Общенациональной литературной премии имени П. П. Бажова (2021).
- Премия им. А. КОНАН ДОЙЛЯ за роман «Темный флешбэк» (2021).
- Медаль «За мастерство и подвижничество во благо русской литературы» (2021).
- Mедаль-премия имени Говарда Лавкрафта (2021).
- Гран-при I Всероссийского малого фантастического конвента (2021).
- «Серебряное перо Москвы» в номинации «Фантастика и фэнтези» (2021).
- Медаль «За вклад в литературу России XXI века» (2020).
- Медаль лауреата литературной премии «Гранатовый браслет» имени А. И. Куприна (2020).
- Медаль имени И. А. Бунина за верное служение русской литературе (2019).
- Медаль «60 лет Московской городской организации Союза писателей России» за верное служение отечественной литературе (2014).
- Наградной знак «Союз писателей России» в честь 60-летия Московской городской организации Союза писателей России (2014).
- Почётные дипломы и наградные грамоты (2014—2024).

## Изданные романы
- Темный город…, ISBN 5-93550-128-9, изд-во Поверенный, Рязань, 2007—261 с.
- Договор, ISBN 5-93550-245-4, изд-во Поверенный, Рязань, 2008—314 с.
- Флэшбэк-flashback, ISBN 978-5-93550-003-5, изд-во Поверенный, Рязань, 2008—362 с.
- Чмод 666, ISBN 978-5-93550-003-5, изд-во Поверенный, Рязань, 2009—288 с.
- Завещатель ISBN 978-5-91626-001-4, изд-во Литера М, Рязань, 2010—336 с.
- Компьютерный вальс. ISBN 978-5-98458-006-3, изд-во Литера М, Рязань, 2010—352 с.
- Арт-Кафе, ISBN 978-5-98458-010-6, изд-во Литера М, Рязань, 2011—400 с.
- Пансионат, ISBN 978-5-98458-014-2, изд-во Литера М, Рязань, 2011—288 с.
- Лавка антиквара, ISBN 978-5-906008-10-7 , изд-во Литера М, Рязань, 2012—352
- Игра в кости, ISBN 978-5-0055-2482-9, изд-во  Издательские решения, Москва, 2021—352 с.
- Чужие ключи, ISBN 978-5-906008-30-5, изд-во Литера М, Рязань, 2014—320 с.
- Цепея Неморалис, ISBN 978-5-906008-33-6, изд-во Литера М, Рязань, 2015—416 с.
- Музей богов, ISBN 978-5-0059-0927-5, изд-во  Издательские решения, Москва, 2022—352 с.
- Бирюзовый Глаз, ISBN 978-5-5321-1920-8, изд-во ЛитРес, Москва, 2018—384 с.
- Куколка, ISBN 978-5-0055-1511-7, изд-во Издательские решения, Москва, 2021—352 с.
- Темный флешбэк, ISBN 978-5-907350-05-2, изд-во ИСП , Москва, 2020—512 с.
- Чмод 666 (2-е издание, переработанное), ISBN  978-5-907350-36-6, изд-во ИСП, Москва, 2020—300 с.
- Профсоюз киллеров, ISBN 978-5-7949-0806-0, изд-во НП Литературная Республика, Москва, 2020—322 с.
- Пентакль Соломона, ISBN 978-5-7949-0839-8, изд-во НП Литературная Республика, Москва, 2021—270 с.
- Разрыв легенды, ISBN 978-5-907395-80-0, изд-во ИСП, Москва, 2021—352 с.
- Химера. Сказка для взрослых, ISBN 978-5-0055-9941-4, изд-во Издательские решения, 2022—326 с.
- Привратник мифа, ISBN 978-5-907564-03-9, изд-во ИСП, Москва, 2022—316 с.
- Просьба не беспокоить, ISBN 978-5-91865-714-0, ISBN 978-5-0059-8425-8, изд-ва: Вест-Консалтинг, Издательские решения, Москва, 2023—312 с.
- Эффект, ISBN 978-5-6049502-1-0, изд-во ИСП, Москва, 2023—318 с.
- Эксперт, ISBN 978-5-6049940-5-4, изд-во ИСП, Москва, 2023—312 с.
- Экстремал, ISBN 978-5-6050652-9-6, изд-во ИСП, Москва, 2023—364 с.
- Эксгрегум, ISBN 978-5-6052262-0-8, изд-во ИСП, Москва, 2024—344 с.
- Беглянка, ISBN 978-5-0065-1595-6, изд-во Издательские решения, Москва, 2024—274 с.
- Эмуляция (в соавторстве с Ольгой Новиковой), ISBN 978-5-91865-828-4, ISBN 978-5-0065-3460-5, изд-ва: Вест-Консалтинг,  Издательские решения, Москва, 2025—312 с.
- Частный детектив, ISBN 978-5-0067-7381-3, изд-во Издательские решения, Москва, 2025—278 с.